# Управление Московской патриархии по зарубежным учреждениям
Управление Московской патриархии по зарубежным учреждениям (до 2010 года — Секретариат Московской патриархии по зарубежным учреждениям) — одно из синодальных учреждений Русской православной церкви, существовавшее по 25 августа 2022 года. 
Было создано в помощь патриарху Московскому и всея Руси для осуществления канонического, архипастырского, административного, финансового и хозяйственного попечения о «зарубежных учреждениях Русской Православной Церкви» (то есть находящихся за пределами территории её основной юрисдикции). При этом руководство церковно-дипломатической деятельностью тех из упомянутых учреждений, которые таковую деятельность осуществляют, было оставлено за отделом внешних церковных связей Московского патриархата. При управлении действовала Паломническая служба Московской патриархии.

## История
В синодальный период зарубежные приходы и храмы находились в ведении Санкт-Петербургского митрополита (за исключением приходов на Американском континенте, где был собственный епископ).
После революции Московская патриархия утратила возможность управлять приходами за пределами СССР (отчасти из-за того, что сама коммуникация с зарубежьем сделалась крайне затруднительной, отчасти из-за заявлений Московской Патриархии в духе лояльности советской власти, неприемлемых для белой эмиграции). В 1930-е годы приходами Московского Патриархата в Западной Европе управлял митрополит Елевферий (Богоявленский), в Северной Америке — архиепископ Вениамин (Федченков), в Японии и Корее — митрополит Сергий (Тихомиров). При этом какой-либо отдельной структуры для управления ими не существовало. Перепиской с зарубежными структурами занималмся как правило сам митрополит Сергий (Страгородский).
Ситуация коренным образом изменилась в 1940-е годы, когда многие приходы в зарубежье перешли в Московский Патриархат, а влияние СССР на мировой арене резко повысилось. 4 апреля 1946 года решением Священного синода Русской православной церкви был образован Отдел внешних церковных сношений, в числе задач которого значилось: «производство дел по управлению заграничными учреждениями Русской Православной Церкви (епархии, приходы, экзархаты, митрополичьи круга, Духовные миссии и т. п.); <…> ведение переписки с заграничными учреждениями; <…> составление докладов по всем принципиальным вопросам, возникающим в связи с управлением заграничными учреждениями».
31 марта 2009 года на первом заседании Священного синода Русской православной церкви под председательством патриарха Кирилла постановил: «Принимая во внимание важность процесса углубления отношений между епархиальными и приходскими структурами, находящимися в ведении Патриарха Московского и всея Руси с одной стороны, и Архиерейского Синода Русской Зарубежной Церкви — с другой, ввести епархии, представительства, подворья, монастыри и ставропигиальные приходы, ранее находившиеся в ведении Отдела внешних церковных связей Московского Патриархата, в непосредственное подчинение Патриарху Московскому всея Руси. В помощь Патриарху Московскому и всея Руси по каноническому, архипастырскому, административному, финансовому и хозяйственному попечению о зарубежных учреждениях Русской Православной Церкви образовать специальный Секретариат Московского Патриархата по зарубежным учреждениям. Руководство церковно-дипломатической деятельностью тех из упомянутых учреждений, каковые таковую деятельность осуществляют, сохранить за Отделом внешних церковных связей Московского Патриархата».
26 июля 2010 года решением Священного синода (журнал № 76) Секретариат переименован в Управление Московской патриархии по зарубежным учреждениям. Должность секретаря Московской патриархии по зарубежным учреждениям переименована в должность руководителя Управления Московской патриархии по зарубежным учреждениям.
22 марта 2011 года Священный Синод по предложению Патриарха Кирилла образовал Высший церковный совет, куда вошёл в том числе руководитель Управления по заграничным учреждениям Московской Патриархии.
25 августа 2022 года решением Священного Синода Русской Православной Церкви «в целях усиления координации участия зарубежных учреждений Русской Православной Церкви во внешней церковной деятельности было принято решение передать функции Управления Московской Патриархии по зарубежным учреждениям, упразднив последнее, в ведение Отдела внешних церковных связей, для чего образовать в его структуре соответствующий секретариат».

## Деятельность
В 2013 году архиепископ Марк (Головков) так описал задачи данного учреждения: «Во многих вопросах пастырского служения [в дальнем зарубежье] требуется архипастырское суждение — тогда священнослужители обращаются к Патриарху или к руководителю Управления за советом и благословением. Кадровый вопрос, в том числе назначение настоятелей, является приоритетным направлением в деятельности Управления. По итогам работы с кандидатами окончательное решение о направлении клирика на служение за рубеж принимается на заседании Священного Синода».
По словам епископа Антония (Севрюка): «в Управлении по зарубежным учреждениям существует список вакансий. Есть приходы, куда в приоритетном порядке мы должны направить священнослужителей — либо в связи с необходимостью заменить одного священника другим по причине завершения срока командировки, либо потому, что приход только открылся, и верующие испытывают необходимость в регулярном совершении богослужений. Далее, часто к нам обращаются священнослужители, которые сами чувствуют призвание потрудиться и послужить за границей. К тому же Управление Московской Патриархии по зарубежным учреждениям само параллельно осуществляет поиск кандидатов, запрашивая епархиальных архиереев, есть ли у них на примете клирики, отвечающие требованиям служения за рубежом».
Также Управление по зарубежным учреждениям занимается организацией паломничеств в станы дальнего зарубежья, главным образом на Святую Землю. Епископ Антоний (Севрюк) отмечал в 2017 году: «Русская Духовная Миссия в Иерусалиме является одним из наших зарубежных учреждений, за годы сложилась четкая система организации паломнических поездок. По мере необходимости, мы также отправляем наших паломников в другие страны. Прежде всего это Греция, Кипр. В планах развивать паломнические поездки в страны христианского Запада».

## Руководители
- Марк (Головков) (31 марта 2009 — 22 октября 2015)
- Антоний (Севрюк) (22 октября 2015 — 25 августа 2022)